# 超猪历险记
《超猪历险记》是中国漫画家鑫泰在知音漫客上连载的漫画，在漫画里背景叫朱比岛，里面的学校有游乐聊天课，主角叫东宝。